# Rosa Ríos
Rosa Ríos Valdivia (La Paz, 17 de abril de 1935 - La Paz, 19 de agosto de 2018) fue una actriz y directora de teatro boliviana. 
Reconocida a nivel nacional por actuar en diferentes obras de teatro junto a bolivianos como Agar Delós, David Santalla, entre otros. 
Recibió varias condecoraciones por parte del gobierno de Bolivia y la asociación de actores bolivianos. 

## Biografía
Fue policía durante 24 años. Debutó como actriz en la obra dirigida por Raúl Salmón, Condeuyo, la calle del pecado. También trabajó en obras musicales bajo la dirección de Tito Landa, como Los Jaraneros. La ocasión hace al ladrón o La Rosita con David Santalla en Toribio Satanás. Actuó con Hugo Pozo en La Rebelión de las Cholas y Zambo Salbito. Con Ninón Dávalos en Bajo el Panorama del Puente y con Juan Barrera en Rupertita y la Maestra mayor.
También trabajó con Agar Delós, compartiendo la interpretación de personajes caracterizados como chola boliviana.

## Homenajes

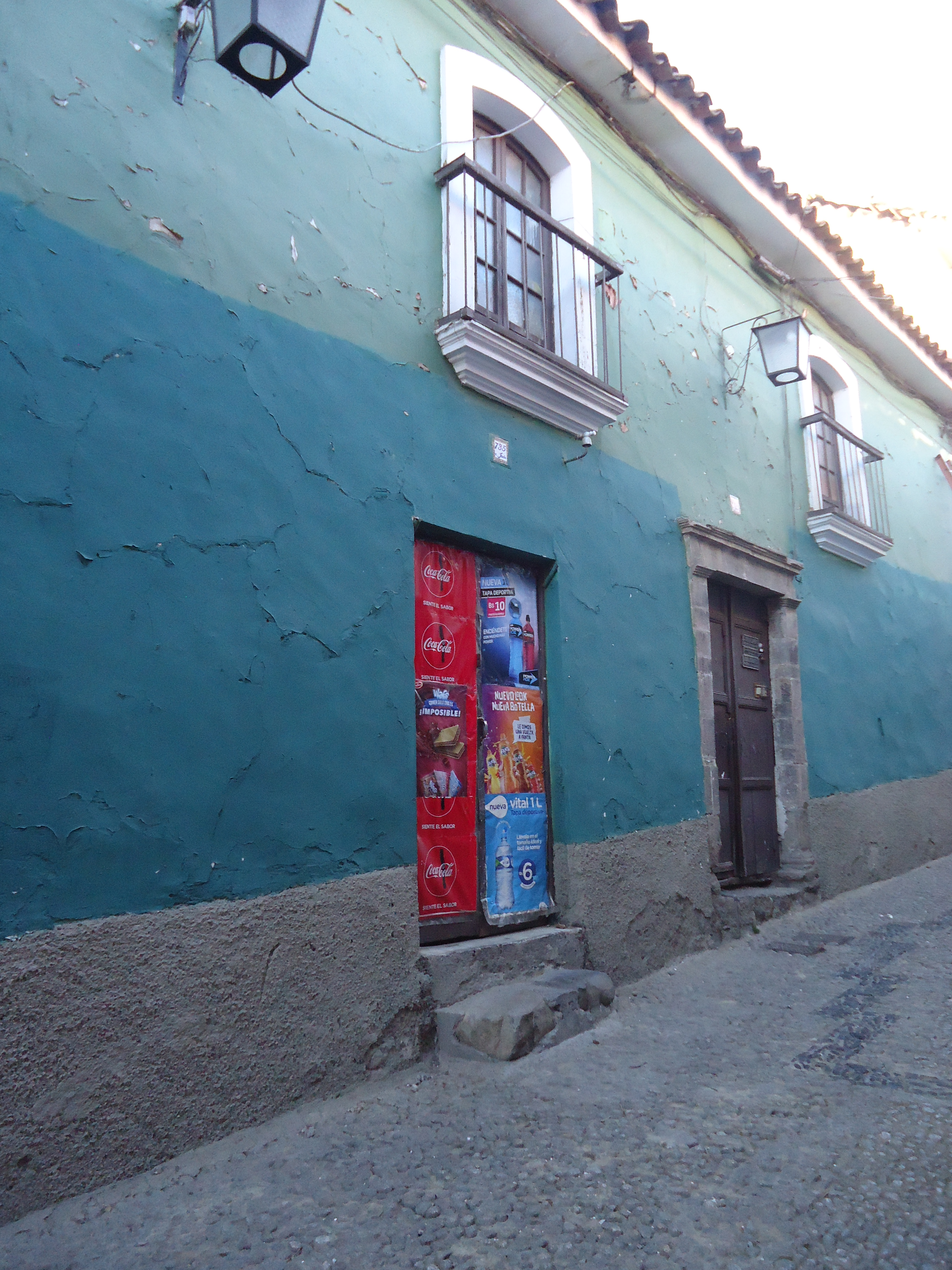
Tienda de Rosa Ríos en la calle Jaén.

En julio de 2018 en sesión de honor del Concejo Municipal de La Paz, por el 209 aniversario de la Revolución del 16 de julio de 1809, Rosa Ríos Valdivia recibió la condecoración Prócer Pedro Domingo Murillo en el grado de Honor al Mérito.

## Fallecimiento
Durante la última etapa de su vida su salud se deterioró debido a un coágulo en la cabeza. Falleció el 19 de agosto de 2018 en el Hospital Obrero a causa de un derrame cerebral. Al momento de su muerte se dedicaba a dirigir la Compañía de Teatro “RR”.

## Obras

### Teatro
- Condeuyo, la calle del pecado, dirigida por Raúl Salmón.
- Toribio Satanás, dirigida por David Santalla.
- La Rebelión de las Cholas, dirigida por Hugo Pozo.
- Zambo Salbito, dirigida por Hugo Pozo.
- Bajo el Panorama del Puente, dirigida por Ninón Dávalos.
- Rupertita, la Maestra Mayor, dirigida por Juan Barrera.
- La Sanguchera de la esquina, como Doña Gaspara.
- El calvario de mi madre, como Gregoria.
- Me avergüenzan tu polleras 1, como Doña Concha.
- Me avergüenzan tu polleras 2, como Doña Concha.

### Musicales
- Los Jaraneros, dirigida por Tito Landa
- La ocasión hace al ladrón, dirigida por Tito Landa
- La Rosita, dirigida por Tito Landa
- El calvario de mi madre, en 1995

### Cine
- Cuestión de Fe
- Corazón de Jesús
- American Visa
- No le digas
- Postales a Copacabana
- El Gran Escape, producción brasileña)
- Las Malcogidas

También participó en la miniserie Fuego Cruzado de Rodrigo Ayala